# Горнє Врховине
44°50′ пн. ш. 15°27′ сх. д. / 44.83° пн. ш. 15.45° сх. д.
Горнє Врховине (хорв. Gornje Vrhovine) — населений пункт у Хорватії, у Лицько-Сенській жупанії у складі громади Врховине.

## Населення
Населення за даними перепису 2011 року становило 300 осіб.
Динаміка чисельності населення поселення:

## Клімат
Середня річна температура становить 6,73 °C, середня максимальна – 20,23 °C, а середня мінімальна – -7,84 °C. Середня річна кількість опадів – 1469 мм.
| Клімат поселення                              | Клімат поселення | Клімат поселення | Клімат поселення | Клімат поселення | Клімат поселення | Клімат поселення | Клімат поселення | Клімат поселення | Клімат поселення | Клімат поселення | Клімат поселення | Клімат поселення | Клімат поселення |
| Показник                                      | Січ.             | Лют.             | Бер.             | Квіт.            | Трав.            | Черв.            | Лип.             | Серп.            | Вер.             | Жовт.            | Лист.            | Груд.            |                  |
| Середній максимум, °C                         | 4,39             | 4,84             | 7,62             | 11,38            | 16,44            | 19,87            | 20,23            | 19,81            | 16,01            | 11,62            | 6,61             | 3,21             |                  |
| Середня температура, °C                       | −1,75            | −1,26            | 1,50             | 5,26             | 10,33            | 13,76            | 16,12            | 15,71            | 11,91            | 7,50             | 2,51             | −0,89            |                  |
| Середній мінімум, °C                          | −7,84            | −7,39            | −4,62            | −0,86            | 4,21             | 7,64             | 12,01            | 11,61            | 7,81             | 3,42             | −1,61            | −5               |                  |
| Норма опадів, мм                              | 102              | 106              | 110              | 126              | 113              | 115              | 79               | 98               | 137              | 157              | 180              | 146              |                  |
| Середньомісячна швидкість вітру, м/с          | 2.49             | 2.59             | 2.81             | 2.68             | 2.50             | 2.24             | 2.16             | 2.09             | 2.20             | 2.40             | 2.64             | 2.72             |                  |
| Середньомісячна сонячна радіація, кДж/м²·день | 4640             | 7362             | 10701            | 15036            | 18900            | 20814            | 22426            | 19376            | 14396            | 9414             | 5073             | 3906             |                  |
| --------------------------------------------- | ---------------- | ---------------- | ---------------- | ---------------- | ---------------- | ---------------- | ---------------- | ---------------- | ---------------- | ---------------- | ---------------- | ---------------- | ---------------- |
| Джерело:                                      |                  |                  |                  |                  |                  |                  |                  |                  |                  |                  |                  |                  |                  |